# Route départementale 446 (Puy-de-Dôme)
Pour les articles homonymes, voir Route départementale 446.
La route départementale 446, ou RD 446 ou D 446, est une route départementale du Puy-de-Dôme reliant Marsat à Riom-nord via Mozac.
C’est le contournement ouest de Riom.
Elle est longue de 10 km.

## Tracé

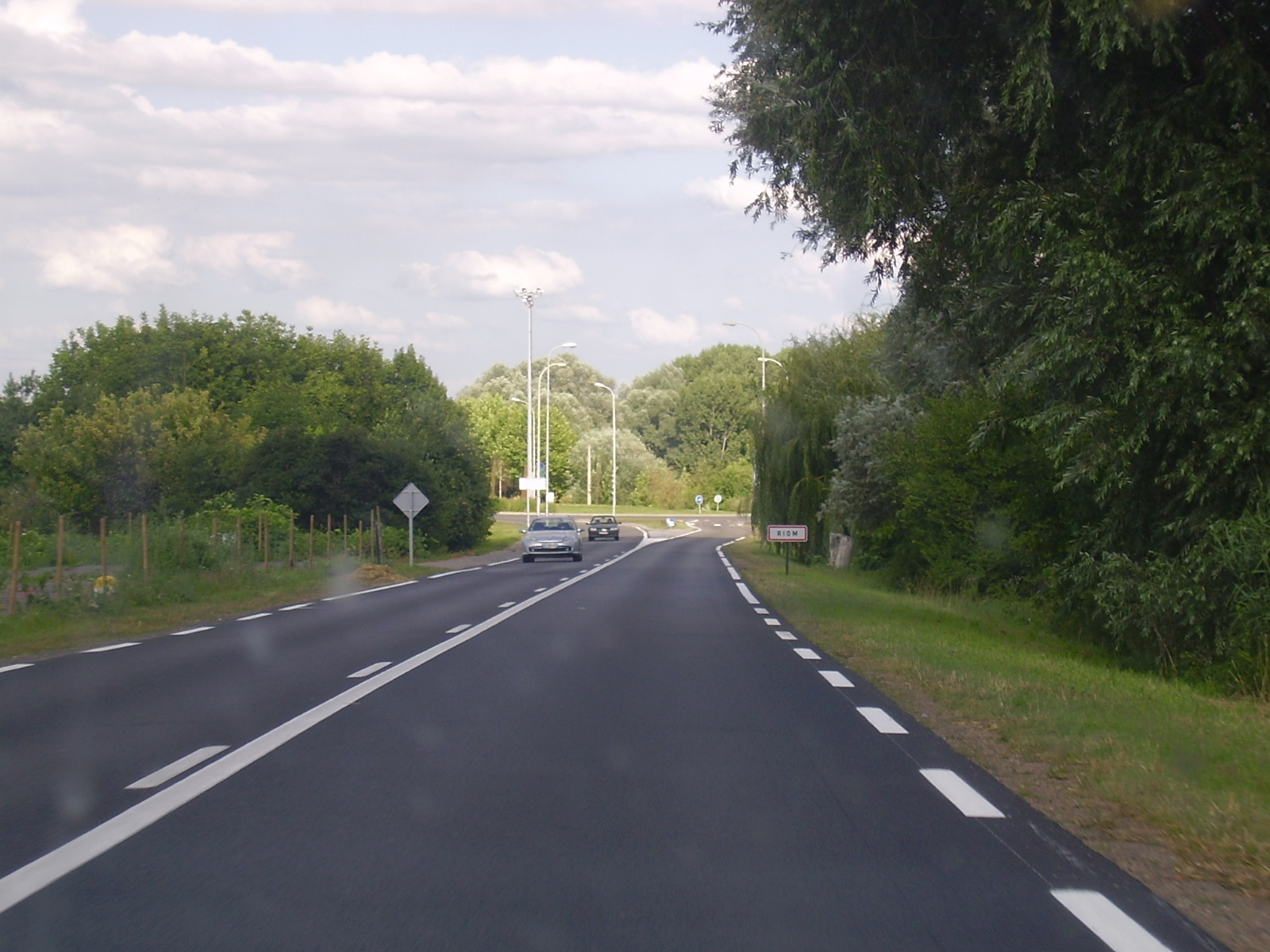
Entrée de Riom

Cette RD permet de contourner la ville de Riom par l’ouest et le nord.

## Communes
- Marsat
- Mozac
- Riom

## Intersections
- RD 2009 à Riom-Sud/Ménétrol
- RD 986 à Mozac
- RD 455
- RD 227 (Manzat ; Riom-centre)
- Carrefour giratoire complexe :
  - RD 2009 : Vichy, Moulins, Gannat, Aigueperse, Le Cheix
  - RD 2029 : Riom-Centre
  - RD 2144 : Montluçon, Saint-Éloy-les-Mines, Combronde, Saint-Bonnet-près-Riom
  - RD 211 : Randan, Thuret, Pessat-Villeneuve

## Trafic
- Plus de 10 000 véhicules par jour (11 958 à Marsat et 10 054 à Riom Nord) (moyenne 2006)[1].

## Lieux sensibles
- Traversée de Mozac : bouchons fréquents et présence d’un passage à niveau.